# Harriet Taylor
Pour les articles homonymes, voir Taylor.
Harriet "Hattie" Taylor, née le 14 février 1994, est une rameuse britannique.

## Carrière
Elle est diplômée en science politique de l'université de Syracuse.
En 2019, elle remporte l'argent en huit aux Championnats d'Europe puis, deux ans plus tard, le bronze en quatre sans barreuse toujours aux Championnats d'Europe.
Lors du dernier jour des compétitions d'aviron aux Jeux olympiques d'été de 2024, elle remporte avec l'équipage britannique la médaille de bronze en huit.